# スバル・R1
R1（アールワン、SUBARU R1）は、富士重工業（現・SUBARU）が2005年から2010年まで販売していた軽自動車である。

## 初代 RJ系（2005年 - 2010年）

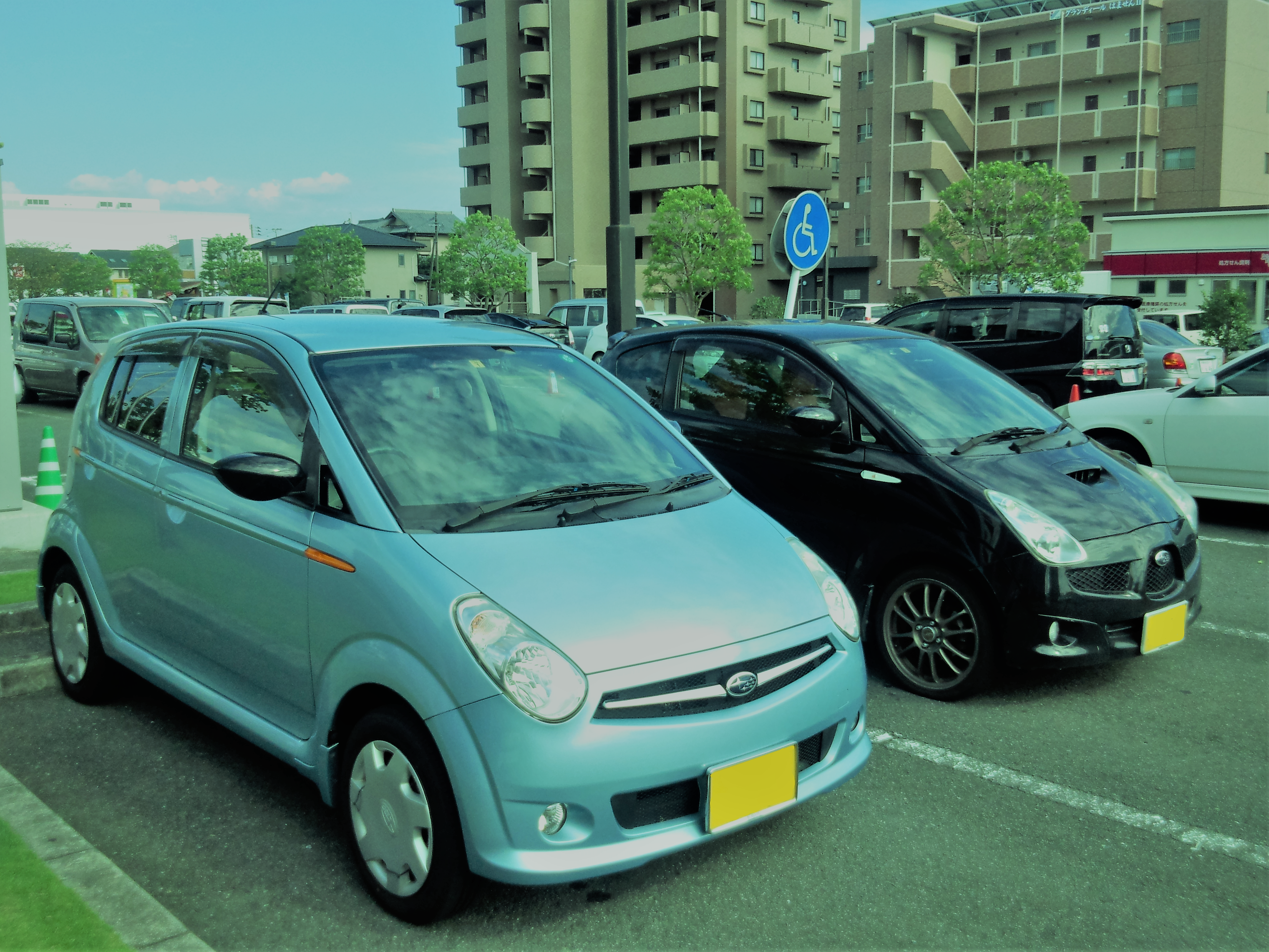
R2後期型（左）とSの比較、フロント

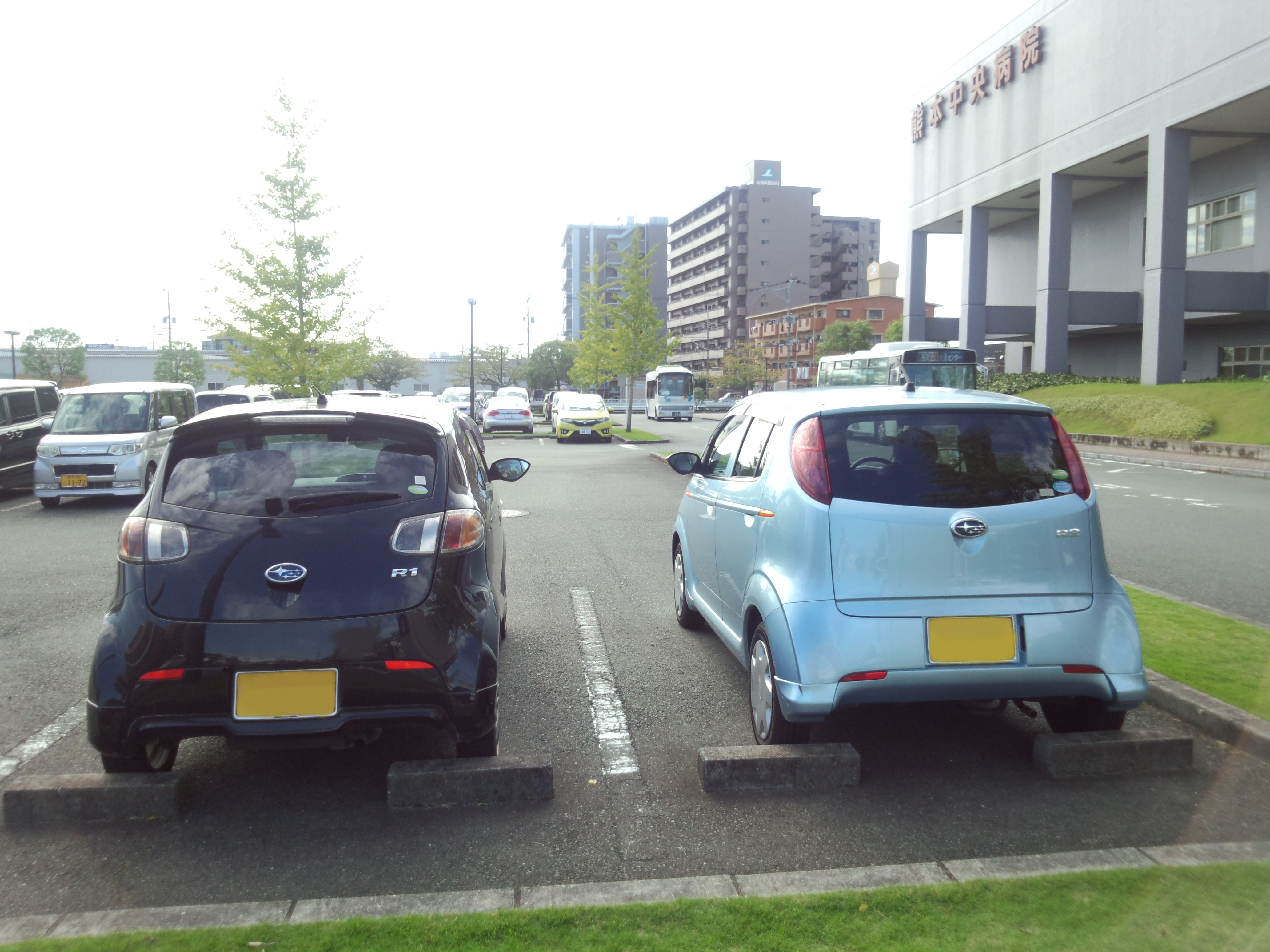
R2後期型（右）とSの比較、リア

2005年1月4日発売。主にエンプティ・ネスト（子息が独立した世帯）を含むシニア世代および女性をメインターゲットとし、乗車定員は4人ながら1 - 2人の乗車を想定した「2+2シーターパッケージ」（実質的なクーペ扱い）としている。外観はR2に類似しているが、ドアミラーやアンテナおよびスバルCIマークをかたどったバックドアオープナー以外はR1の専用部品である。ボディサイズはR2比で全長が110 mm、ホイールベースが165 mm短縮されている。
1958年に発売され「てんとう虫」の愛称で親しまれたスバル360のコンセプトを受け継ぎ、富士重工業では「NEWてんとう虫」のキャッチコピーを用い、カタログや一部オプションにもてんとう虫のイラストを用いていた。CMには「新旧てんとう虫の共演」としてスバル360も登場し、声は木村カエラ（R1役）と梶原善（360役）が演じていた。
搭載されるエンジンは、660 cc自然吸気直列4気筒DOHC 連続可変バルブ機構（AVCS）付である。燃費は24 km/L（10・15モード、2WD車）で「平成22年度燃費基準+25%」および「平成17年排出ガス基準75%低減」を達成し、「環境対応車普及促進税制」に適合する。トランスミッションはCVT（i-CVT）のみが採用された。四輪ともストラット式の独立懸架サスペンション（前L型ロアアーム・ストラット式、後デュアルリンク・ストラット式）を装備し、駆動方式は前輪駆動またはビスカス式フルタイム四輪駆動。15インチアルミホイール、デュアルSRSエアバッグ、ブレーキアシスト付きABSが標準装備となる。
当初のグレードは「R」の1種類のみ。内装では自発光式メーターが採用されたほか、内装色は赤色および黒色のツートンカラーの配色であった。メーカーオプションとして2灯式HIDハイ&ロービームランプおよびレザー&アルカンターラセレクションが設定された。レザー&アルカンターラセレクションはシートのメイン部に黒色のアルカンターラ、サイド部には赤色の本革を用い、本革巻きステアリング・本革巻きシフトノブおよびアルミ製スポーツペダルを装備する。外装では「スプレッドウィングスグリル」と名づけられた航空機をモチーフにしたフロントグリルが採用された。ボディカラーは全6色。
2005年7月、低価格グレード「i」を追加。エンジンは660 cc自然吸気直列4気筒SOHC 8バルブを搭載し、ホイールは14インチ、ボディカラーは4色に絞られ、「R」グレードの赤色&黒色内装色から銀色&黒色の内装色に変更された。メーカーオプションのHIDおよびレザー&アルカンターラセレクションの設定は無くなった。
2005年11月、660 cc直列4気筒DOHC 16バルブインタークーラー付スーパーチャージャー搭載グレード「S」を追加。最高出力は64 PS（47 kW）、最大トルクは10.5 kgf·m。ホイールは15インチ。「S」グレードのCVTには7速マニュアルモード付が付く。同時に全グレードのフロントドアにUVカットガラスの採用およびドアミラーの視界拡大化が行われた。ボディー色のうち3色が廃止された。
2006年11月、変速制御を最適化した新しいCVTを搭載し、「R」グレードの燃費が24.0 km/Lから24.5 km/L（10・15モード、2WD車）へ向上した。また「S」グレードの燃料がハイオクガソリン仕様からレギュラーガソリン仕様に変更となり、最高出力の変更はないが最大トルクが10.5 kgf·mから9.5 kgf·mに低下する。ボディーカラーが一部変更。「i」グレードは翌年6月に廃止された。
2009年11月、「R」および「S」グレードをベースに専用シート表皮、ステアリングおよびシフトレバーなどを黒色で統一し、アルミパッド付スポーツペダルとHIDなどを装備した特別仕様車「Premium Black Limited」が追加された（専用ボディカラー1色追加）。

### 年表
- 2003年10月 - 第37回東京モーターショーで電気モーターを動力とする電気自動車のコンセプトカー「R1e」が公開された。
- 2004年
  - 11月 - 第38回東京モーターショーでR1を基にした介護車両が公開された。
  - 12月24日 - R1発表。
- 2005年
  - 1月4日 - 販売開始。
  - 7月 - 一部改良。低価格グレード「i」が追加。
  - 9月 - 第39回東京モーターショーで再び「R1e」を公開。電気モーターの出力は54 PS @ 6,000 rpmで、最高速度が120 km/h、0 - 60 km/h加速が7.4秒と、ガソリン版のR1の7.7秒をも凌いでいる。東京電力とNECラミリオエナジーとの共同開発[8]。
  - 10月 - 2005年度グッドデザイン賞を受賞。
  - 11月24日 - 一部改良。スーパーチャージャー搭載グレード「S」追加。ボディーカラーが一部変更。
- 2006年11月15日 - 一部改良。
- 2007年6月12日 - 一部改良。「i」グレードが廃止。ボディーカラーが一部変更。
- 2008年6月12日 - 一部改良。ボディカラーに新色モカブロンズ・パールメタリックが追加された
- 2009年11月4日 - 特別仕様車「Premium Black Limited」が追加された。
- 2010年
  - 3月12日 - スバル公式サイトの発表では2010年3月14日で受注を終了する予定であったが[9]、同日付けで受注終了となった。
  - 4月1日 - 販売終了。累計生産台数は1万5081台[10]

## 車名の由来
『R1』という記号的な名称によって、従来の軽自動車と比べて一線を画する価値観を表現。また、R1・R2両車のコンセプトの違いと大きさの違いを、『1』と『2』で表している。